# Jochen Donauer
Jochen Donauer (* 1975 in Kaiserslautern) ist ein deutscher Filmeditor.

## Leben
Donauer studierte nach seinem Abitur zunächst Musik und Deutsch an der Pädagogischen Hochschule Heidelberg. Im Jahr 2000 wechselte er nach München, wo er als Filmeditor, Autor, und Regisseur bei bumm film beschäftigt war. Danach arbeitete er für The Walt Disney Company, ehe er ab 2009 freiberuflich tätig wurde.
Donauer lebt in Wasserburg am Inn und ist Mitglied im Bundesverband Filmschnitt Editor (BFS).
Sein Büro mit Edit Suite befindet sich im Herzen von Wasserburg am Inn.
Donauer blickt auf eine umfassende Musikausbildung seit seiner Kindheit zurück und war Schlagzeuger in zahlreichen Bands und Orchestern mit insgesamt sieben CD-Veröffentlichungen.
Donauer wird vertreten durch die Agentur »Millahn Management«, München.

## Filmografie (Auswahl)
- 2006–2008: Bernd das Brot
- 2007: Die Märchenstunde
- 2008: Spiel mir das Lied und du bist tot!
- 2012, sowie 2011, 2010: Ladykracher
- 2015: Bernd das Brot
- 2015: Mara und der Feuerbringer
- 2015: Ellerbeck
- 2015: Meuchelbeck
- 2017, sowie 2016, 2015: Sketch History
- 2020, sowie 2019, 1018: Der Alte
- 2020: Frau Jordan stellt gleich, Staffel 2
- 2020, sowie 2018, 2013, 2012: Pastewka
- 2021: Servus, Schwiegermutter!
- 2021: Faking Hitler
- 2022: Die Geschichte der Menschheit – leicht gekürzt
- 2022: Die Wespe, Staffel 2
- 2023: Kohlrabenschwarz
- 2023: 791 km
- 2024: Ghosts
- 2024: Where’s Wanda?